# Abolhassan Foroughi

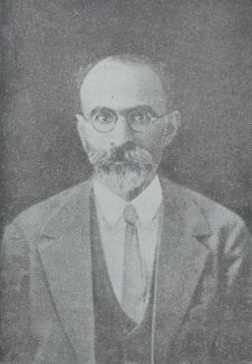
Abolhassan Foroughi, 1930

Abolhassan Foroughi  (persisch أبو الحسن فروغي‎; * 1884 in Teheran; † 9. Februar 1960 ebenda) war ein persischer Pädagoge, Poet und Diplomat.

## Werdegang
Mirza Abu al-Hassan Foroughi war ein Bruder von Mohammad Ali Foroughi. Er war im Bildungsministerium beschäftigt, wo er eine weiterführende Schule des sekundären Bildungsbereichs, die zur Hochschulreife führte, gründete.
1933 wurde er vom Bildungsministerium in das Außenministerium versetzt und als persischer Gesandter in Bern sowie als ständiger persischer Delegierter beim Völkerbund in Genf entsandt. Er wurde als kultivierter Dichter, Schriftsteller beschrieben, der weder an Politik noch an finanziellen Vorteilen interessiert sei. 
Es wird davon ausgegangen, dass er die Ausbildung des damals fünfzehnjährigen Mohammad Reza Pahlavi, der damals in einer Schweizer Schule erzogen wurde, zu überwachen hatte.